# معركة الغابون
معركة الغابون وتسمى أيضًا حملة الغابون،  وقعت في نوفمبر 1940، أثناء الحرب العالمية الثانية، أسفرت المعركة عن قيام قوات فرنسا الحرة، بأخذ مستعمرة الغابون وعاصمتها ليبرفيل من قوات فيشي الفرنسية، وكانت المشاركة الهامة الوحيدة في وسط إفريقيا خلال الحرب.

## وصلات خارجية
- Free French order of battle (بالفرنسية)